# Струтинська сільська рада (Липовецький район)
| Струтинська сільська рада — орган місцевого самоврядування у Липовецькому районі Вінницької області з адміністративним центром у c. Струтинка. Сільській раді підпорядковані населені пункти: - c. Струтинка |

## Склад ради
Рада складається з 12 депутатів та голови.
Голова ради  Микулін  Михайло  Васильович.